# (4139) Ulʹyanin
(4139) Ulʹyanin (1975 VE2) – planetoida z pasa głównego asteroid okrążająca Słońce w ciągu 5,56 lat w średniej odległości 3,14 j.a. Odkryta 2 listopada 1975 roku.